# Хауард (округ, Мэриленд)
Округ Ха́уард (англ. Howard County) — округ в центральной части штата Мэриленд, между Вашингтоном и Балтимором. Часть городской агломерации Вашингтон — Балтимор. Первый среди округов Мэриленда и 3-й по стране (в 2006 году) по медиане семейного заработка.
Административный центр округа — город Элликотт-Сити. Округ Хауард граничит с округом Карролл на севере, округом Балтимор на северо-востоке, округом Анн-Арандел на юго-востоке, округом Принс-Джорджес на юге, округом Монтгомери на юго-западе и округом Фредерик на северо-западе. В 2000 году в округе проживало 247 842 человек. Назван в честь Джона Игера Хауарда, офицера армии США во время Войны за независимость и губернатора штата.